# Chad Wolf
Pour les articles homonymes, voir Wolf.
Chad Wolf, né en 1976 à Jackson (Mississippi), est un homme politique américain. Membre du Parti républicain, il est secrétaire à la Sécurité intérieure des États-Unis par intérim du 13 novembre 2019 au 11 janvier 2021.

## Biographie

### Jeunesse et études

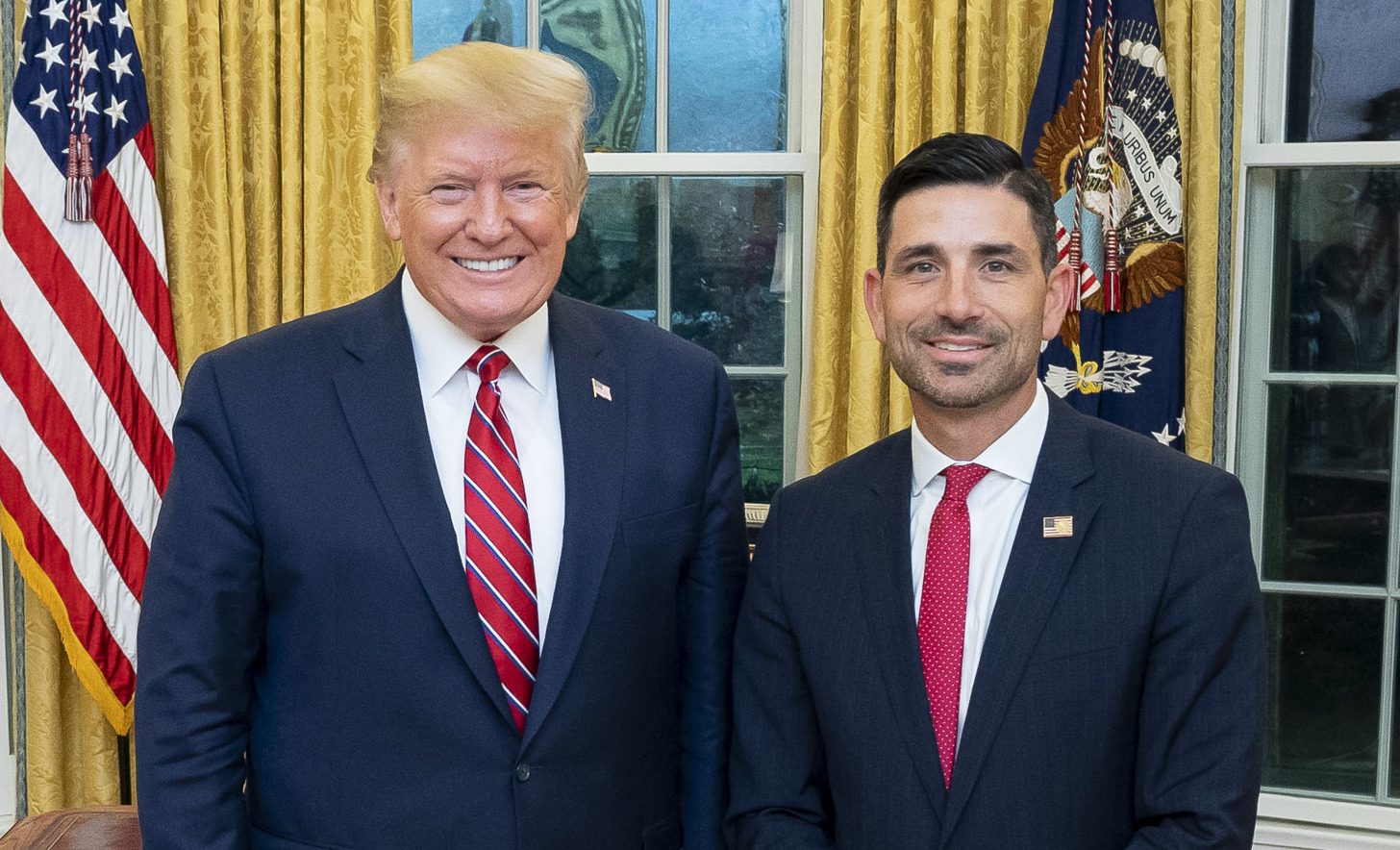
Chad Wolf se faisant accueillir par Donald Trump dans le Bureau ovale le 15 novembre 2019.

Natif du Mississippi, Wolf grandit à Plano, au nord de Dallas, au Texas. Il fait ses études secondaires à l'université méthodiste du Sud et l'université Villanova.

### Carrière
Nommé sous-secrétaire à la Stratégie, la Politique et aux Plans au sein du département de la Sécurité intérieure des États-Unis par le président Donald Trump le 8 février 2019 à titre intérimaire, il occupe le poste de plein titre depuis le 13 novembre 2019, à la suite de sa confirmation par le Sénat des États-Unis par 54 voix contre 41. Il devient dès lors secrétaire à la Sécurité intérieure des États-Unis par intérim à la suite du départ de Kevin McAleenan, lui-même secrétaire par intérim.
Sa nomination fait suite à une période d'incertitude causé par l'inéligibilité de Ken Cuccinelli et Mark Morgan, les deux favoris du président Trump. Sa participation à la politique de séparation des familles est rapidement critiquée par la représentante démocrate Norma Torres. Le 25 août 2020, Donald Trump décide de le nommer titulaire au poste de secrétaire devant le Sénat.
Le 6 janvier 2021, à la suite de la prise du Capitole des États-Unis par des partisans de Donald Trump et aux protestations de Chad Wolf qui s'ensuivent, Donald Trump retire cette nomination. Le 11 janvier, Chad Wolf remet sa démission.

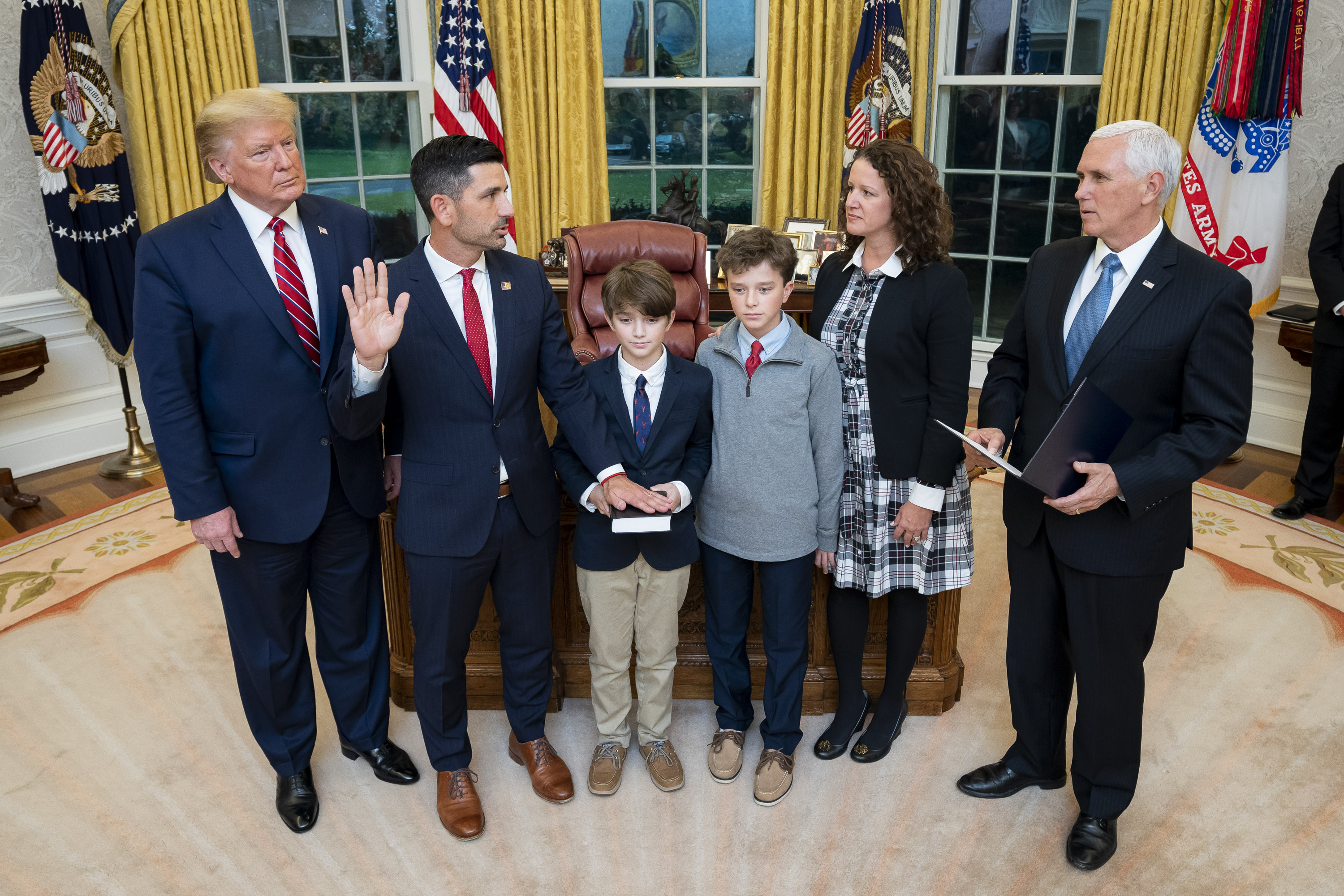
Chad Wolf prêtant serment dans le Bureau ovale en 2019.